# Spargania rubriviridis
Spargania rubriviridis är en fjärilsart som beskrevs av W. Warren 1907. Spargania rubriviridis ingår i släktet Spargania och familjen mätare. Inga underarter finns listade i Catalogue of Life.